# Operclipygus subdepressus
Operclipygus subdepressus är en skalbaggsart som först beskrevs av Schmidt 1889.  Operclipygus subdepressus ingår i släktet Operclipygus och familjen stumpbaggar. Inga underarter finns listade i Catalogue of Life.